# The Real Thing (Faith No More)
The Real Thing è il terzo album in studio del gruppo musicale statunitense Faith No More, pubblicato il 20 giugno 1989 dalla Slash Records.

## Descrizione
È il primo album che annovera nella formazione il cantante Mike Patton. Grazie anche alle capacità vocali del nuovo cantante, in questo album i Faith No More aumentano la miscela di generi, combinando tra loro elementi tipici dell'heavy metal, del funk, dell'hard rock, dell'hardcore punk, del soul e del rap.
I suoi singoli più noti sono Epic, una delle più celebri canzoni rap metal, e Falling to Pieces. Nell'album trovano posto anche la cover del pezzo contro la guerra War Pigs dei Black Sabbath, e Edge of the World, una ballata che parla di un pedofilo.
La versione in musicassetta presenta il pezzo Edge of the World come traccia numero 6 alla fine del lato A, mentre nella versione in vinile mancano sia War Pigs che Edge of the World.
Nel 1990 l'album ha conquistato sia il disco d'oro (certificazione RIAA del 18 luglio) che il disco di platino (certificazione RIAA del 26 settembre). Epic è al 30º posto nella classifica delle "40 Greatest Metal Songs Ever" di VH1.
The Real Thing è considerato da molti critici il migliore album tra quelli pubblicati dalla band.

## Tracce
Gli autori dei singoli brani sono stati comunicati via email da Bill Gould nel 2004.
1. From Out of Nowhere – 3:20 (testo: Mike Patton – musica: Bill Gould/Roddy Bottum)
2. Epic – 4:51 (testo: Patton – musica: Gould/Jim Martin/Bottum/Mike Bordin)
3. Falling to Pieces – 5:12 (testo: Patton – musica: Gould/Bottum/Martin)
4. Surprise! You're Dead! – 2:25 (testo: Patton – musica: Martin)
5. Zombie Eaters – 5:58 (testo: Patton – musica: Martin/Gould/Bordin/Bottum)
6. The Real Thing – 8:11 (testo: Patton/Gould – musica: Gould/Bottum)
7. Underwater Love – 3:49 (testo: Patton – musica: Gould/Bottum)
8. The Morning After – 3:41 (testo: Patton – musica: Gould/Bottum/Martin)
9. Woodpecker from Mars – 5:38 (musica: Martin/Bordin)
10. War Pigs – 7:43 (Butler/Iommi/Osbourne/Ward) – cover dei Black Sabbath
11. Edge of the World – 4:10 (testo: Patton – musica: Gould/Bottum/Bordin)

## Formazione
- Michael Patton - voce
- Jim Martin - chitarra
- Bill Gould - basso
- Mike Bordin - batteria
- Roddy Bottum - tastiere